# FIFA-Juniorenturnier 1954
Das FIFA-Juniorenturnier 1954, offiziell als VII. FIFA-Jugend-Turnier bezeichnet, war die siebte und letzte Austragung des vom Weltfußballverband FIFA organisierten Wettbewerbs für Junioren (Unter-18-Jährige); im Folgejahr wurde das Turnier von der neugegründeten UEFA weitergeführt. Die Bundesrepublik Deutschland war zum ersten Mal als Gastgeber bestimmt worden; die 18 Mannschaften wurden im Honnefer Stadtteil Rhöndorf untergebracht, ein Großteil der Begegnungen zwischen dem 10. und dem 19. April 1954 fand im südlichen und westlichen Nordrhein-Westfalen sowie im nördlichen Rheinland-Pfalz statt. Zum ersten Mal in der Wettbewerbsgeschichte nahmen die Auswahlteams aus Portugal und der DDR teil. Das Finale des Juniorenturniers endete mit einem 2:2-Unentschieden zwischen Spanien und dem Gastgeber; aufgrund des besseren Ergebnisses im Halbfinale wurden die Spanier zum Turniersieger bestimmt.

## Organisation und Umfeld

### Turniermodus
Gespielt wurde zunächst innerhalb der vier Gruppen mit vier (Gruppen A und B) bzw. fünf (Gruppen C und D) Mannschaften, die jeweils einmal gegeneinander antraten (Rundenturnier). Die Erstplatzierten jeder Gruppe qualifizierten sich für das Halbfinale („Vorschlußrunde“), alle nachfolgenden Mannschaften trugen innerhalb der „Trostrunde“ entsprechend ihrer Gruppenplatzierung gegeneinander Platzierungsspiele aus, die sowohl von den Siegern als auch von den Verlierern fortgeführt wurden.

### Spielorte und Zuschauer
Gespielt wurde in den Bundesländern Nordrhein-Westfalen (38 Orte, 42 Spiele), Rheinland-Pfalz (vier Orte, sechs Spiele) und Hessen (ein Spiel in Limburg an der Lahn). Jeweils zwei Spiele wurden in Bochum, Gelsenkirchen, Koblenz, Köln, Neuwied und Wuppertal ausgetragen. Insgesamt besuchten 400.000 Zuschauer die 48 Begegnungen des Turniers (das 49. Spiel der Niederlande gegen Luxemburg wurde nicht ausgetragen), darunter 250.000 Zuschauer während der 32 Spiele der Gruppenphase.
| Neukirchen |

| Übach-Palenberg |

| Kaldenkirchen |

| Aachen |

| Herzogenrath |

| Düren |

| Remscheid |

| Solingen |

| Hamborn |

| Essen |

| Bochum |

| Duisburg |

| Wesseling |

| Leverkusen |

| Bergneustadt |

| Hennef |

| Bottrop |

| Riehl |

| Rheydt |

| Neuss |

| Brühl |

| Düsseldorf |

| Wuppertal |

| Bonn |

| Recklinghausen |

| Dortmund |

| Hagen |

| Beuel |

| Gelsenkirchen |

| Bad Godesberg |

| Olpe |

| Siegburg |

| Hürth |

| Mechernich |

| Bergisch Gladbach |

| Kalk |

| Euskirchen |

| Köln |

| Rhöndorf |

| Neukirchen |

| Übach-Palenberg |

| Kaldenkirchen |

| Aachen |

| Herzogenrath |

| Düren |

| Remscheid |

| Solingen |

| Hamborn |

| Essen |

| Bochum |

| Duisburg |

| Wesseling |

| Leverkusen |

| Bergneustadt |

| Hennef |

| Bottrop |

| Riehl |

| Rheydt |

| Neuss |

| Brühl |

| Düsseldorf |

| Wuppertal |

| Bonn |

| Recklinghausen |

| Dortmund |

| Hagen |

| Beuel |

| Gelsenkirchen |

| Bad Godesberg |

| Olpe |

| Siegburg |

| Hürth |

| Mechernich |

| Bergisch Gladbach |

| Kalk |

| Euskirchen |

| Köln |

| Rhöndorf |

| Trier |

| Neuwied |

| Koblenz |

| Bad Neuenahr |

| Limburg |

| Trier |

| Neuwied |

| Koblenz |

| Bad Neuenahr |

| Limburg |

### Eröffnungsfeier und Schlussfeier
Am Samstagabend, den 10. April, wurde bei kühlen Temperaturen auf dem Festplatz am „Ziepchen“ im Honnefer Stadtteil Rhöndorf die offizielle Begrüßung der Teilnehmer abgehalten. Prof. Zimmermann, Vorsitzender des DFB-Jugendausschusses, betonte die Bedeutung der Sportveranstaltung für die Völkerverständigung. Anwesend waren unter anderem der Honnefer Bürgermeister Jakob Mölbert, der Präsident des türkischen Fußballverbands, der Direktor der Sporthochschule Ankara, der Nationaltrainer des Saarlandes Helmut Schön, der ehemalige Nationalspieler und Trainer der deutschen Jugendauswahl Jakob Streitle, der DFB-Generalsekretär Georg Xandry, die Wochenschau und der Nordwestdeutsche Rundfunk (NWDR).
Eine Woche später, am Karsamstag, den 17. April, wurde an gleicher Stelle mit insgesamt 600 Zuschauern ein „Rhöndorfer Heimatabend“, veranstaltet vom Rhöndorfer TV 1912 und dem TV Eiche Bad Honnef, abgehalten und der Stadt Honnef im Namen des Weltfußballverbandes FIFA und des Deutschen Fußball-Bundes (DFB) für die Aufnahme der Jugendfußballer während der Sportveranstaltung und die verbundene Gastfreundschaft gedankt. Die beiden Finalisten kehrten am Ostermontag, den 19. April, gegen 23:45 Uhr zum Rhöndorfer Hotel Bellevue zurück und wurden mit einem 15-minütigen Feuerwerk empfangen. 16 Mannschaften traten schließlich am folgenden Tag die Rückreise an, während Österreich und Ungarn bereits montags heimgereist waren.

## Teilnehmende Mannschaften und Kader
| Gruppe A                                       | Gruppe B                   | Gruppe C                  | Gruppe D                                   |
| ---------------------------------------------- | -------------------------- | ------------------------- | ------------------------------------------ |
| Argentinien (2. Teilnahme)                     | Irland (3. Teilnahme)      | Belgien (6. Teilnahme)    | Bundesrepublik Deutschland (2. Teilnahme)  |
| Deutsche Demokratische Republik (1. Teilnahme) | Jugoslawien (3. Teilnahme) | Luxemburg (3. Teilnahme)  | England (7. Teilnahme)                     |
| Frankreich (6. Teilnahme)                      | Portugal (1. Teilnahme)    | Österreich (7. Teilnahme) | Nordirland (5. Teilnahme)                  |
| Niederlande (6. Teilnahme)                     | Spanien (3. Teilnahme)     | Schweiz (5. Teilnahme)    | Saarland (2. Teilnahme)                    |
|                                                |                            | Türkei (2. Teilnahme)     | Ungarn (2. Teilnahme und Titelverteidiger) |

Die Turnierspieler der folgenden Nationen sind vollständig bekannt:
| Spieler                | Sportgemeinschaft       |
| ---------------------- | ----------------------- |
| Heinz Marciniak        | BSG Chemie Bitterfeld   |
| Hans-Günther Tuszynski | BSG Turbine Weimar      |
| Werner Jorks           | BSG Fortuna Pankow      |
| Peter Kalinke          | BSG Rotation Naumburg   |
| Karl-Heinz Brandt      | BSG Turbine Weimar      |
| Paul Tretschok         | Stahl Helbra            |
| Klaus-Peter Fenk       | BSG Motor Neustadt      |
| Joachim Schreiber      | Adlershofer BC          |
| Hilmar Ahnert          | BSG Motor Oberfrohna    |
| Manfred Hansen         | BSG Fortschritt Forst   |
| Günter Hirschmann      | BSG Einheit Burg        |
| Peter Hähle            | BSG Chemie Glauchau     |
| Hans Strübing          | BSG Einheit Burg        |
| Siegfried Otto         | BSG Stahl Helbra        |
| Günter Niewand         | BSG Turbine Magdeburg   |
| Horst Kohle            | BSG Motor Schönebeck    |
| Rudolf Gebhardt        | BSG Stahl Helbra        |
| Hans Haupt             | BSG Aktivist Roitzsch   |
| Gerhard Harbolla       | BSG Rotation Babelsberg |

- Trainer: Gerhard Böning/Fritz Belger

- Argentinien: Carlos Capasso – Juan Wrobel, Julio Nuin – Joan Malazzo, Amado Magri, Juan Galocha, Norberto González-Ginés – Roberto Puppo, Hector Milona, Francisco Loiácono, Norberto Menéndez, Jose Judica

- Belgien: Julien Andrieux (FC Tilleur), Constant Blavier (FC Fléron) – André Gillot (Uccle Sport), Pierre Hanon (Cercle Brugge), Edgard Odeurs (Beerschot VAV), Remi Van Belleghem (AS Oostende), Jozef Van Wim (KV Mechelen), Léopold Van Den Wijngaert (KV Mechelen) – Guillaume Raskin (Beerschot VAV), Alfons De Vos (Berchem Sport), Marcel Vande Voorde (Daring Bruxelles) – Roger Bayard (FC Sérésien), Roger De Becker (SC Ixelles), Marcel Huysmans (KV Mechelen), Willy Van Parijs (K.A.A. Gent), Frans Schellens (Berchem Sport), Romain Van den Borre (RSC Anderlecht), Lucien Verbiest (KVK Tienen)

- Deutschland: Manfred Eglin – Karl Hoffmann, Hans Schmidt – Hans Mecke, Günter Jäger, Hermann Nuber – Siegfried Wagner, Ernst-Günter Habig, Uwe Seeler, Ulrich Muhl, Heinz Simmer (Norbert Wels – Dieter Örgel, Klaus Gullasch – Ludwig Landerer – Wolfgang Reichmann, Uwe Stothfang)

- England:
  - Torhüter: Gerald (Gerry) Cakebread (Middlesex), Tony Leeke (Worcestershire)
  - Verteidigung: Colin Platts (Leicestershire), I. Hillston (Liverpool), L. Garnett (London)
  - Läufer: Bobby Campbell (Liverpool), Ken Higgs (Staffordshire), Colin Osmond (Hampshire), Derek Lampe (Middlesex), Wilf McGuinness (Manchester), Mickey Lill (Essex)
  - Sturm: R. Wootton (Essex), Glyn Jones (Sheffield & Hallamshire), A. Grey (Bedfordshire), Norman (Norrie) Rucker (Manchester), Tony Barton (Middlesex), John (Jackie) Keeley (Liverpool), B. Jarrold (Kent)[5]

- Frankreich: Bernard Rouxel – Yves Boutet, Guy Escassut – Gérard Galandon, Arséne Freyermuth, Gilbert Piasco – Marian Wisniewsky, Lucien Cosson, Jean Pierre Boitel (Serge Bourdoncie), Adrien Willigseker, Michel Albertin

- Irland: Kevin Dalton – Joseph Brennan, Charles Wade, Michael Rice – Patrick Dorgan, John-Joseph Roche – William Nogent, Robert MrGowan, William Noel Carey, Peter Joseph Casey, Joseph Haverty (Francis O’Connor – Anthony Boyle, Michael Golf, John Oliver Kavanagh, Thomas Lowe, Michael McGrath, Ronald Whelan)

- Jugoslawien: Fulvio Superina – Zvonimir Basić, Miodrag Miljkovic, Iva Martinco – Bosko Tanascović, Dragomir Ognjenović – Veroljub Jovanović, Zdravko Mestanek, Ilja Belić, Branislav Mihajlovic, Leo Dadić

- Niederlande: Joop den Dekker (AFC), Dick Schouten (OSV) – Hans Kraay (DOS), Wilhelmus Smits (Helmondia), Geert van der Veen (Leeuwarden) – Theo Adan (RBC), Cornelis Bruys (MOC), Jan ten Braak (HRC) – Jan Blom (WVV), Marinus van den Dungen (Wilhelmina), Johannes van Eden (HVC), Nico van Elderen (Brabantia), Willem Erkens (Sittardia), Pieter Fransen (Velocitas), Driek van ’t Hoofd (Sportclub Emma), Jan Nederhand (HVC), Frans Rutten (Bleijerheide) Trainer: Karel Kaufman[6]

- Österreich: Alois Cerny (Wacker Wien), Franz Dangl (Amareure Steyr) – Friedrich Hrebesky (First Vienna FC), Glosé Koschier (Wiener SC), Herbert Ruhs (First Vienna FC) – Josef Höltl (Kremser SK), Jakob Morgenstern (Westbahn Linz), Josef Webora (First Vienna FC) – Kurt Beinhauer (Austria Wien), Karl Cizl (SV Urfahr), Alfred Hejmanek (Rapid Wien), Erich Hof (Wiener SC), Robert Kainer (ASV Siegendorf), Alfred Pichler (First Vienna FC), Walter Tamandl (Austria Wien)

- Portugal: Norberto Oliviera, Mario Roldáo – Manuel Amorin, José Palma, Mário Paz, Antonino Tito – Helder Constantino, Fernando Ferreira, Marthino Gomez, Manuel Poeira – Joaquim Almeida, Carlos Angeja, Joaquim Antunes, Fernando Ferreira 'Ferreirinha', Alvaro Inácio, Rosario Pompilio, Isidro Santos, Pedro Silva

- Saarland: Karl-Heinz Fiedler, Franz Emmel, Adolf Michler, Elmar Duhl, Peter Nimsgern, Karl-Heinz Wilhelm, Manfred Klein, Horst Remark, Manfred Ebert, Günther Jakobs, Heinz Vollmar, Ernst Zägel, Werner Schmitt, Hans-Werner Kresanski, Walter Hartkorn[7][7]

- Schweiz: Armando Rosetti (Locarno), Marcel Pauli (Grenchen) – Pierre Lovis (Delsberg), Roland Spahr (Victoria Bern), Hans Vetsch (Zürich) – Michael Chátlain (Servette Genf), René Gyr (Solothurn), Fredy Kehrli (Biel), Jean-Pierre Nicola (La Tour Genf), Hugo Philipona (Grenchen) – Anton Allemann (Solothurn), Roland Bertogliati (Vevey), Gilbert Faccinetti (Cantonal), Werner Frey (Concordia Basel), Emil Pensa (Young Boys Bern), André Piolino (Lausanne), Roland Stalder (Lausanne), Alfred Wyss (Solothurn)

- Spanien: Benito Joanet (Español de Barcelona) – Jaime Simo (FC Barcelona), Fernando Olivella (FC Barcelona), José Luis Arriola (Plus Ultra de Madrid) – Luis Muñoz Grau Carlos (Sabadell), Álvarez Botana (Deportivo de La Coruña) – Emilio Álvarez Sánchez (FC Sevilla), Jose Antonio Martin (Plus Ultra Madrid), Carlos Cela (D. Universitario de Barcelona), Juan Allende (FC Barcelona), Vicente Polo (Real Madrid)

Félix Sierra Crespo (Real Zaragoza) – Juan Marever López (Sevilla), Jesús Careaga Zárraga (Deusto) – Jorge Echeverría Igartua (Deportivo Guecho) – Ignacio Arberas Aranguren (Andoaindarra de Andoain).Jaime de Vega Brull (Granollers), Francisco Javier Erdocia (Juventus OAR de Vizcaya)
- Türkei: Varol Ürkmez, Tayyar Cavcav, Nihat Çapalar, Güngör Tetik, Ergun Ercins, Erol Topayan, Coşkun Dağlıoğlu, Metin Oktay, Yıldırak Daş, Ahmet Deniz, Ali Soydan, Orhan Erkmen, Güngör Salman, Yüksel Alkan, Necdet Elmasoğlu, Aydın Milli, Erdoğan Gürhan, Şeref Has; Trainer: Cihat Arman[8]

## Gruppenphase

### Gruppe A
| Pl. | Land        | Sp. | S | U | N | Tore    | Diff. | Punkte |
| --- | ----------- | --- | - | - | - | ------- | ----- | ------ |
| 1.  | Argentinien | 3   | 3 | 0 | 0 | 013:100 | +12   | 06:0   |
| 2.  | DDR         | 3   | 1 | 1 | 1 | 004:400 | ±0    | 03:30  |
| 3.  | Niederlande | 3   | 0 | 2 | 1 | 003:110 | −8    | 02:40  |
| 4.  | Frankreich  | 3   | 0 | 1 | 2 | 004:800 | −4    | 01:50  |

|                                       |   |             |     |
| Sonntag, 11. April in Neukirchen      |   |             |     |
| Frankreich                            | – | DDR         | 1:3 |
| Montag, 12. April in Übach-Palenberg  |   |             |     |
| Niederlande                           | – | Argentinien | 0:8 |
| Mittwoch, 14. April in Kaldenkirchen  |   |             |     |
| Niederlande                           | – | Frankreich  | 2:2 |
| Mittwoch, 14. April in Aachen         |   |             |     |
| Argentinien                           | – | DDR         | 2:0 |
| Donnerstag, 15. April in Herzogenrath |   |             |     |
| Niederlande                           | – | DDR         | 1:1 |
| Donnerstag, 15. April in Düren        |   |             |     |
| Argentinien                           | – | Frankreich  | 3:1 |

Im ersten Gruppenspiel der DDR-Jugend am 11. April, beim 3:1-Sieg über Frankreich, erzielte Mittelstürmer Günter Niewand (BSG Turbine Magdeburg) alle drei Tore. Er gewann Dutzende von Zweikämpfen gegen Frankreichs Mittelläufer Freyermuth. Die Mannschaftsleistung der DDR-Auswahl war ausgezeichnet.
Die DDR-Auswahl trat im ersten Turnierspiel in folgender Aufstellung an:
Marciniak; Peter Kalinke, Seeland; Hansen, Karl-Heinz Brandt, Hilmar Ahnert; Schwerdtfeger, Hans-Joachim Otto, Niewand, Kohle, Gebhardt. Als Trainer waren Gerhard Böning und Fritz Belger im Einsatz.

### Gruppe B
| Pl. | Land        | Sp. | S | U | N | Tore    | Diff. | Punkte |
| --- | ----------- | --- | - | - | - | ------- | ----- | ------ |
| 1.  | Spanien     | 3   | 3 | 0 | 0 | 011:100 | +10   | 06:0   |
| 2.  | Jugoslawien | 3   | 1 | 1 | 1 | 003:400 | −1    | 03:30  |
| 3.  | Portugal    | 3   | 0 | 2 | 1 | 003:900 | −6    | 02:40  |
| 4.  | Irland      | 3   | 0 | 1 | 2 | 004:700 | −3    | 01:50  |

|                                 |   |             |     |
| Sonntag, 11. April in Remscheid |   |             |     |
| Spanien                         | – | Jugoslawien | 2:0 |
| Sonntag, 11. April in Solingen  |   |             |     |
| Irland                          | – | Portugal    | 2:2 |
| Dienstag, 13. April in Hamborn  |   |             |     |
| Spanien                         | – | Irland      | 3:1 |
| Dienstag, 13. April in Essen    |   |             |     |
| Jugoslawien                     | – | Portugal    | 1:1 |
| Mittwoch, 14. April in Bochum   |   |             |     |
| Spanien                         | – | Portugal    | 6:0 |
| Mittwoch, 14. April in Duisburg |   |             |     |
| Jugoslawien                     | – | Irland      | 2:1 |

### Gruppe C
| Pl. | Land       | Sp. | S | U | N | Tore    | Diff. | Punkte |
| --- | ---------- | --- | - | - | - | ------- | ----- | ------ |
| 1.  | Türkei     | 4   | 3 | 1 | 0 | 007:100 | +6    | 07:10  |
| 2.  | Belgien    | 4   | 2 | 1 | 1 | 005:700 | −2    | 05:30  |
| 3.  | Luxemburg  | 4   | 1 | 2 | 1 | 004:400 | ±0    | 04:40  |
| 4.  | Österreich | 4   | 1 | 1 | 2 | 008:800 | ±0    | 03:50  |
| 5.  | Schweiz    | 4   | 0 | 1 | 3 | 003:700 | −4    | 01:70  |

|                                   |   |            |     |
| Samstag, 10. April in Trier       |   |            |     |
| Luxemburg                         | – | Belgien    | 0:0 |
| Samstag, 10. April in Neuwied     |   |            |     |
| Österreich                        | – | Schweiz    | 4:2 |
| Sonntag, 11. April in Wesseling   |   |            |     |
| Luxemburg                         | – | Österreich | 3:2 |
| Sonntag, 11. April in Leverkusen  |   |            |     |
| Belgien                           | – | Türkei     | 0:4 |
| Montag, 12. April in Bergneustadt |   |            |     |
| Schweiz                           | – | Türkei     | 0:1 |
| Dienstag, 13. April in Hennef     |   |            |     |
| Luxemburg                         | – | Schweiz    | 0:0 |
| Dienstag, 13. April in Bottrop    |   |            |     |
| Belgien                           | – | Österreich | 3:2 |
| Mittwoch, 14. April in Köln-Riehl |   |            |     |
| Luxemburg                         | – | Türkei     | 1:2 |
| Donnerstag, 15. April in Rheydt   |   |            |     |
| Belgien                           | – | Schweiz    | 2:1 |
| Donnerstag, 15. April in Neuss    |   |            |     |
| Österreich                        | – | Türkei     | 0:0 |

### Gruppe D
| Pl. | Land           | Sp. | S | U | N | Tore    | Diff. | Punkte |
| --- | -------------- | --- | - | - | - | ------- | ----- | ------ |
| 1.  | BR Deutschland | 4   | 3 | 1 | 0 | 016:400 | +12   | 07:10  |
| 2.  | Ungarn         | 4   | 3 | 0 | 1 | 016:500 | +11   | 06:20  |
| 3.  | England        | 4   | 1 | 2 | 1 | 009:600 | +3    | 04:40  |
| 4.  | Saarland       | 4   | 1 | 1 | 2 | 004:140 | −10   | 03:50  |
| 5.  | Nordirland     | 4   | 0 | 0 | 4 | 004:200 | −16   | 0:80   |

|                                        |   |                |     |
| Samstag, 10. April in Koblenz          |   |                |     |
| Ungarn                                 | – | Saarland       | 6:0 |
| Samstag, 10. April in Brühl            |   |                |     |
| Nordirland                             | – | England        | 0:5 |
| Sonntag, 11. April in Düsseldorf       |   |                |     |
| Ungarn                                 | – | England        | 3:1 |
| Sonntag, 11. April in Wuppertal        |   |                |     |
| Saarland                               | – | BR Deutschland | 1:6 |
| Montag, 12. April in Bonn              |   |                |     |
| Nordirland                             | – | BR Deutschland | 1:6 |
| Dienstag, 13. April in Recklinghausen  |   |                |     |
| Ungarn                                 | – | Nordirland     | 7:2 |
| Dienstag, 13. April in Dortmund        |   |                |     |
| Saarland                               | – | England        | 1:1 |
| Mittwoch, 14. April in Hagen           |   |                |     |
| Ungarn                                 | – | BR Deutschland | 0:2 |
| Donnerstag, 15. April in Beuel         |   |                |     |
| Saarland                               | – | Nordirland     | 2:1 |
| Donnerstag, 15. April in Gelsenkirchen |   |                |     |
| England                                | – | BR Deutschland | 2:2 |

- BR Deutschland

Der DFB-Jugendausschuß bestimmte nach den Erkenntnissen des Lehrgangs in der Karlsruher Sportschule Schöneck 18 Spieler, die Deutschland bei dem vom 10. bis 19. April in Westdeutschland zum Austrag gelangenden FIFA-Juniorenturnier vertreten werden:
Torhüter Eglin, Wels; Verteidiger Schmidt, Gullasch, Oergel; Läufer Hoffmann, Jäger, Landerer, Mecke, Nuber; Stürmer Reichmann, Habig, Krug, Seeler, Wagner, Muhl, Simmer, Strothfang.
Die DFB-Jugendauswahl startete mit zwei 6:1-Erfolgen gegen die Vertretungen von der Saar und Nordirland in das Turnier. Im zweiten Gruppenspiel gegen Nordirland brach sich der Münchner Mittelläufer Ludwig Landerer das Schlüsselbein und fiel für das weitere Turnier aus. Nach dem überraschenden 2:0-Sieg gegen Turnierverteidiger Ungarn, folgte bereits einen Tag danach ein 2:2-Remis gegen England und damit hatte der Veranstalter den Gruppensieg erreicht.
- Ungarn

Nach den ersten zwei Gruppenspielen notierte das Sport-Magazin folgende Zwischenwertung: „Ungarn, der Vorjahressieger, holte sich am Samstag ein 6:0 gegen die Jungen von der Saar, und gewann in Düsseldorf mit 3:1 das wichtige Spiel gegen England, um sich damit eine ausgezeichnete Ausgangsposition in Gruppe D zu sichern. Ungarn wirkte gegenüber dem Vorjahr verspielter, operiert auch nicht so zügig wie im Brüsseler Endspiel gegen Jugoslawien. Es ließ bei aller Schönheit der Kombinationen den im letzten Jahr so hervorstechenden Drang zum Tor vermissen. Trotz allem: Es wird sehr schwer sein, dieser ungarischen Elf den Weg zu einem neuen Turniersieg zu verlegen.“
- Fazit Saarland

Nach wenig glücklichem Start – 1:6 gegen Ungarn und 1:6 gegen Deutschland – kam die Saarmannschaft in ihren restlichen Spielen zu zwei achtbaren Erfolgen. Das 1:1 gegen England in Dortmund kam schon einer kleinen Sensation gleich. Gegen Nordirland gelang den Saarländern dann in Beuel ein 2:1-Sieg, der ihnen den vierten Platz hinter Deutschland, Ungarn und England einbrachte. Die Erfolgsserie der jungen, von Helmut Schön betreuten Saarländer hielt in der Trostrunde an. Die vor dem Turnier so hoch eingeschätzten Österreicher wurden im ersten Spiel klar mit 2:0 geschlagen, wobei der Saarsturm gut und gern noch weitere Tore hätte erzielen können.
In der entscheidenden Auseinandersetzung um den 13. Platz kam die Saarelf dann zu ihrem überzeugendsten Erfolg des Turniers. Frankreich lag schon bei der Pause mit 0:2 im Hintertreffen, und am Ende der 80 Minuten hieß das Ergebnis 3:0 für die Saar.

## Platzierungsspiele

### Spiel um Platz 17
|                                          |   |            |     |
| Ostersonntag, 18. April in Bad Godesberg |   |            |     |
| Schweiz                                  | – | Nordirland | 2:0 |

### Spiele um Platz 13 bis 16
|  | Trostrunde                    | Trostrunde                 | Trostrunde                 |      |            | Spiel um Platz 13                   | Spiel um Platz 13                   | Spiel um Platz 13                   |
|  |                               |                            |                            |      |            |                                     |                                     |                                     |
|  | Samstag, 17. April in Koblenz |                            |                            |      |            |                                     |                                     |                                     |
|  | 4. A                          | Frankreich                 | 2                          |      |            |                                     |                                     |                                     |
|  | 4. B                          | Irland                     | 0                          |      |            | Ostersonntag, 18. April in Siegburg | Ostersonntag, 18. April in Siegburg | Ostersonntag, 18. April in Siegburg |
|  |                               |                            |                            | 4. A | Frankreich | 0                                   |                                     |                                     |
|  | Samstag, 17. April in Olpe    | Samstag, 17. April in Olpe | Samstag, 17. April in Olpe |      | 4. D       | Saarland                            | 3                                   |                                     |
|  | 4. C                          | Österreich                 | 0                          |      |            |                                     |                                     |                                     |
|  | 4. D                          | Saarland                   | 2                          |      |            | Spiel um Platz 15                   | Spiel um Platz 15                   | Spiel um Platz 15                   |
|  |                               |                            |                            |      |            | 4. B                                | Irland                              | 0                                   |
|  | 4. C                          | Österreich                 | 3                          |      |            |                                     |                                     |                                     |
|  |                               |                            |                            |      |            | Ostersonntag, 18. April in Hürth    |                                     |                                     |

### Spiele um Platz 9 bis 12
|  | Trostrunde                         | Trostrunde                         | Trostrunde                         |      |             | Spiel um Platz 9                             | Spiel um Platz 9                             | Spiel um Platz 9                             |
|  |                                    |                                    |                                    |      |             |                                              |                                              |                                              |
|  | Samstag, 17. April in Mechernich   |                                    |                                    |      |             |                                              |                                              |                                              |
|  | 3. A                               | Niederlande                        | 4                                  |      |             |                                              |                                              |                                              |
|  | 3. B                               | Portugal                           | 2                                  |      |             | Ostersonntag, 18. April in Bergisch Gladbach | Ostersonntag, 18. April in Bergisch Gladbach | Ostersonntag, 18. April in Bergisch Gladbach |
|  |                                    |                                    |                                    | 3. A | Niederlande | 0                                            |                                              |                                              |
|  | Samstag, 17. April in Bad Neuenahr | Samstag, 17. April in Bad Neuenahr | Samstag, 17. April in Bad Neuenahr |      | 3. C        | Luxemburg                                    | 5                                            |                                              |
|  | 3. C                               | Luxemburg                          | 2                                  |      |             |                                              |                                              |                                              |
|  | 3. D                               | England                            | 0                                  |      |             | Spiel um Platz 11                            | Spiel um Platz 11                            | Spiel um Platz 11                            |
|  |                                    |                                    |                                    |      |             | 3. B                                         | Portugal                                     | 2                                            |
|  | 3. D                               | England                            | 0                                  |      |             |                                              |                                              |                                              |
|  |                                    |                                    |                                    |      |             | Ostersonntag, 18. April in Bonn              |                                              |                                              |

Die niederländische Mannschaft verzichtete auf die Austragung des Entscheidungsspiels um den neunten Platz gegen Luxemburg, sodass die Partie mit 0:5 gewertet wurde.

### Spiele um Platz 5 bis 8
|  | Trostrunde                      | Trostrunde                      | Trostrunde                      |      |             | Spiel um Platz 5                      | Spiel um Platz 5                   | Spiel um Platz 5                   |
|  |                                 |                                 |                                 |      |             |                                       |                                    |                                    |
|  | Samstag, 17. April in Neuwied   |                                 |                                 |      |             |                                       |                                    |                                    |
|  | 2. A                            | DDR                             | 1                               |      |             |                                       |                                    |                                    |
|  | 2. B                            | Jugoslawien                     | 3                               |      |             | Ostersonntag, 18. April in Limburg    | Ostersonntag, 18. April in Limburg | Ostersonntag, 18. April in Limburg |
|  |                                 |                                 |                                 | 2. B | Jugoslawien | 0                                     |                                    |                                    |
|  | Samstag, 17. April in Köln-Kalk | Samstag, 17. April in Köln-Kalk | Samstag, 17. April in Köln-Kalk |      | 2. D        | Ungarn                                | 1                                  |                                    |
|  | 2. C                            | Belgien                         | 1                               |      |             |                                       |                                    |                                    |
|  | 2. D                            | Ungarn                          | 3                               |      |             | Spiel um Platz 7                      | Spiel um Platz 7                   | Spiel um Platz 7                   |
|  |                                 |                                 |                                 |      |             | 2. A                                  | DDR                                | 3                                  |
|  | 2. C                            | Belgien                         | 2                               |      |             |                                       |                                    |                                    |
|  |                                 |                                 |                                 |      |             | Ostersonntag, 18. April in Euskirchen |                                    |                                    |

## Finalrunde

### Halbfinale
|                                     |   |                |     |
| Samstag, 17. April in Wuppertal     |   |                |     |
| Argentinien                         | – | Spanien        | 0:1 |
| Samstag, 17. April in Gelsenkirchen |   |                |     |
| Türkei                              | – | BR Deutschland | 1:2 |

Das Spiel zwischen Spanien und Argentinien fand vor 20.000 Zuschauern in Wuppertal bei Regen, Schnee, Hagel und schmierseifenglatter Spielfläche statt. Dennoch wurde Fußball voll südländischen Temperaments und Feuer gezeigt. Das spanische Spiel war zielstrebiger, nicht nur von Temperament und geradezu artistischer Ballbehandlung geprägt. Das Tor zum entscheidenden 1:0 erzielte Mittelstürmer Cela bereits in der 11. Spielminute.
Im zweiten Halbfinale standen sich die DFB-Jugend und die Vertretung der Türkei in Gelsenkirchen vor 40.000 Zuschauern gegenüber. Kurz vor dem Halbzeitpfiff erzielte der Kölner Halbstürmer Habig den deutschen Führungstreffer. Der entscheidende Siegestreffer, nach scharfer Hereingabe des aufgerückten Verteidigers Hoffmann von Mittelstürmer Seeler vollstreckt, war zugleich das 11. Tor im FIFA-Turnier durch das wohl augenfälligste Talent des deutschen Nachwuchses.

### Spiel um Platz 3
|                                |   |        |           |
| Ostermontag, 19. April in Köln |   |        |           |
| Argentinien                    | – | Türkei | 1:0 (0:0) |

Die beiden Verlierer der Halbfinals, Argentinien und Türkei, bestritten vor dem Endspiel in Köln das Spiel um den 3. Platz. Die Argentinier brillierten mit Tricks, raffinierten Ballmanövern und verblüffenden Solo-Einlagen und riefen immer wieder den Beifall der 60.000 Zuschauer heraus. Im Feldspiel gaben die Argentinier klar den Ton an, aber ihr Spiel besaß zu viel Breite, zu viel Engmaschigkeit und – zu viel Eigennutz. Die resolute Türkenabwehr hielten diesem pausenlosen Ansturm mit stoischer Ruhe stand. Dem wieselflinken Linksaußen Judica glückte in der 63. Minute der Siegtreffer. Von diesem Augenblick an beherrschten die Argentinier klar das Spielgeschehen und die Szene.

### Finale
| Spanien                                                     | Spanien | BR Deutschland | BR Deutschland |
| ----------------------------------------------------------- | --- | --- | -------------- |
| Spanien                                                     | \| Finale \| \| Ostermontag, 19. April 1954 in Köln (Müngersdorfer Stadion) \| \| Ergebnis: 2:2 n. V. (2:2, 1:2) \| \| Zuschauer: 55.000 bis 60.000 \| \| Schiedsrichter: Scipers ( Niederlande) \|                     | \| Finale \| \| Ostermontag, 19. April 1954 in Köln (Müngersdorfer Stadion) \| \| Ergebnis: 2:2 n. V. (2:2, 1:2) \| \| Zuschauer: 55.000 bis 60.000 \| \| Schiedsrichter: Scipers ( Niederlande) \| | BR Deutschland |
| Spanien                                                     | Benito Joanet – Jaime Simó, Ferran Olivella , José Luis Arriola; Luis Muñoz Grau, Carlos Álvarez Botana; Emilio Álvarez Sánchez, José Antonio Martín, Carlos Cela, Juan Allende, Vicente Polo Cheftrainer: Ramón Melcón | Manfred Eglin – Karl Hoffmann, Hans Schmidt, Hans Mecke, Günter Jäger, Hermann Nuber, Siegfried Wagner, Ernst-Günter Habig, Uwe Seeler , Ulrich Muhl, Heinz Simmer Cheftrainer: Jakob Streitle      | BR Deutschland |
| Spanien                                                     | 1:2 Carlos Cela (31.) 2:2 Emilio Álvarez Sánchez (54.) | 0:1 Uwe Seeler (11.) 0:2 Uwe Seeler (27.) | BR Deutschland |
| Spanien                                                     | Spanien wurde aufgrund des besseren Ergebnisses im Halbfinale (Divisionsverfahren) zum Turniersieger erklärt. | | BR Deutschland |
| Finale                                                      | | |                |
| Ostermontag, 19. April 1954 in Köln (Müngersdorfer Stadion) | | |                |
| Ergebnis: 2:2 n. V. (2:2, 1:2)                              | | |                |
| Zuschauer: 55.000 bis 60.000                                | | |                |
| Schiedsrichter: Scipers ( Niederlande)                      | | |                |

In der 11. Minute gelang dem deutschen Team durch den energischen Einsatz von Uwe Seeler der Führungstreffer. Eine Viertelstunde später erzielte Kapitän Seeler nach dem Weitschuss von Hermann Nuber und einem erfolgreichen Zweikampf gegen den spanischen Stopper Luis Muñoz Grau sein 13. Turniertor. Spanien verstärkte anschließend seine Angriffe und kam in der 31. Minute durch Carlos Cela zum Anschlusstreffer. Nach der Halbzeitpause wurde die deutsche Mannschaft von den weiterhin offensiven spielenden Spaniern gefordert und musste nach knapp 15 Minuten den verdienten Ausgleich durch Emilio Álvarez Sánchez hinnehmen. Die deutsche Abwehr um Außenläufer Karl Hoffmann verhinderte weitere Gegentore, obwohl Linksaußen Ulrich Muhl sich während der zweiten Hälfte schwer verletzte. In der Verlängerung konnte die spanischen Mannschaft den unterdessen spielbestimmenden Deutschen standhalten, sodass zum Spielende ein als „gerecht“ beschriebenes 2:2-Unentschieden stand. Bei den Spaniern überzeugten insbesondere Luis Muñoz Grau, José Antonio Martín und Carlos Cela, bei den Deutschen vor allem der Doppeltorschütze Uwe Seeler und Siegfried Wagner, aber auch Günter Jäger, Hans Schmidt und Torwart Manfred Eglin.

„Großartiges Finale des FIFA-Jugendturniers vor 60.000 Zuschauern in Köln. Das 2:2 trägt den guten Leistungen beider Mannschaften aber vollauf Rechnung. In der westdeutschen Mannschaft überragte der Hamburger Mittelstürmer Seeler, der die sich bietenden Gelegenheiten durch seine Schnelligkeit und Kaltschnäzigkeit immer wieder auszunutzen verstand. In technischer Hinsicht waren die spanischen Gegner eine Klasse besser. Herauszuheben ist vor allem ihr großartiger Halbrechter Martin, der verschiedentlich vier bis fünf Spieler austrickste und seinem Nebenmann dann das Leder servierte. Die Abwehr dagegen hatte es streckenweise recht schwer und ließ manche Mängel erkennen.“

## Gesamttabelle
| Pl. | Land           | Sp. | S | U | N | Tore    | Diff. | Punkte |
| --- | -------------- | --- | - | - | - | ------- | ----- | ------ |
| 1.  | Spanien        | 5   | 4 | 1 | 0 | 014:300 | +11   | 09:10  |
| 2.  | BR Deutschland | 6   | 4 | 2 | 0 | 020:700 | +13   | 10:20  |
| 3.  | Argentinien    | 5   | 4 | 0 | 1 | 014:200 | +12   | 08:20  |
| 4.  | Türkei         | 6   | 3 | 1 | 2 | 008:400 | +4    | 07:50  |
| 5.  | Ungarn         | 6   | 5 | 0 | 1 | 020:600 | +14   | 10:20  |
| 6.  | Jugoslawien    | 5   | 2 | 1 | 2 | 006:600 | ±0    | 05:50  |
| 7.  | DDR            | 5   | 2 | 1 | 2 | 008:900 | −1    | 05:50  |
| 8.  | Belgien        | 6   | 2 | 1 | 3 | 008:130 | −5    | 05:70  |
| 9.  | Luxemburg      | 6   | 3 | 2 | 1 | 011:400 | +7    | 08:40  |
| 10. | Niederlande    | 5   | 1 | 2 | 2 | 007:180 | −11   | 04:60  |
| 11. | Portugal       | 5   | 1 | 2 | 2 | 007:130 | −6    | 04:60  |
| 12. | England        | 6   | 1 | 2 | 3 | 009:100 | −1    | 04:80  |
| 13. | Saarland       | 6   | 3 | 1 | 2 | 009:140 | −5    | 07:50  |
| 14. | Frankreich     | 5   | 1 | 1 | 3 | 006:110 | −5    | 03:70  |
| 15. | Österreich     | 6   | 2 | 1 | 3 | 011:100 | +1    | 05:70  |
| 16. | Irland         | 5   | 0 | 1 | 4 | 004:120 | −8    | 01:90  |
| 17. | Schweiz        | 5   | 1 | 1 | 3 | 005:700 | −2    | 03:70  |
| 18. | Nordirland     | 5   | 0 | 0 | 5 | 004:220 | −18   | 0:10   |

## Fazit

### Zwischenbilanz
„Alles deutet auf ein Endspiel Argentinien gegen Ungarn hin. Südamerikanische Ballzauberer könnten in jeder Oberliga-Elf spielen. Argentinien, die Türkei, Ungarn und Spanien werden vielfach genannt, wenn es darum geht, Tips für die Vorentscheidung zu geben. Wer Argentinien gegen Holland beim 8:0 erlebte, war überrascht von der großartigen Ballbehandlung, aber auch der ausgeprägt guten körperlichen Verfassung. Bei der feststehenden Gruppeneinteilung könnte Ungarn nur Gegner Argentiniens werden, wenn beide Länder das Endspiel erreichen. Ungarn ist gegen England nicht frei von Schwächen gewesen. Die Mannschaft ist nicht so klar in ihrem Kombinationsspiel wie 1953 auf belgischem Boden, wahrscheinlich weil Tichy und Karacsonyi in Düsseldorf das harte Spiel der Briten scheuten. Begeisterte Stimmen über die deutsche Jugend gibt es aus Wuppertal und vor allem Bonn. 6:1-Siege in zwei Spielen mit allein acht Toren von Uwe Seeler will schon etwas heißen. Jugoslawiens Niederlage gegen Frankreich kann schon eine Vorentscheidung gewesen sein. Die Jugoslawen erscheinen nicht so stark wie vor Jahresfrist. Das ist aber auch bei den Türken so, obwohl gerade diese Mannschaft körperlich alle Voraussetzungen zu einer Steigerung mitbringt, die sich in der Vorschlußrunde auswirken kann.“

### Erkenntnisse des FIFA-Jugendturniers
„Der Publikumserfolg der zehn Tage des FIFA-Jugendturniers gibt allen ebenso recht wie das ausgezeichnete sportliche Abschneiden der deutschen Jungen, die ohne Niederlage über das Turnier kamen, den letztjährigen Sieger Ungarn ausschalteten, und nur deshalb einem großartig spielenden spanischen Gegner den Endsieg überlassen mussten, weil ihr Ergebnis gegen die Türkei in der Vorschlußrunde 2:1 lautete, Spanien aber gegen Argentinien 1:0 gewann und die Turnierbestimmung vorschreibt, dass bei einem unentschiedenen Endspiel dieses Tor-Ergebnis der Vorschlussrunde den Ausschlag gibt.
Die deutsche Öffentlichkeit – vor allem im interessierten Westen – entdeckte mit einem Schlage Spieler. Was hatten Sie schon von Uwe Seeler gehört? – Wussten Sie allzuviel von Habig, Hoffmann, Jäger und Muhl, die – mit Ausnahme Jägers – alle 1953 in Belgien dabei waren? Aber da gab es herrliche Siege und schöne Tore, Spiele, die einmal so ganz anders verliefen als die so eintönige Meisterschaft und deshalb gerade faszinierten. So kam der große Publikumserfolg dieses Turniers. – Zuschauerzahlen wurden erreicht, wie man sie vorher weder in England, Holland, Österreich, Frankreich, Spanien noch Belgien erlebt hatte. Es war schon eine prächtige Jugend, die in diesen zehn Tagen den deutschen Dress trug. Vielleicht werden wir die Namen in der nächsten Saison oft hören, dann, wenn sie in die erste Besetzung ihrer Vereine aufgerückt sind. Die deutsche Nachwuchsfrage stand unter den Nachwirkungen des Krieges. Jeder, der sich in einem Verein mit Jugend beschäftigt, wird es bestätigen. Aber genau so gut weiß man, dass der Tiefpunkt überstanden ist. Mit der Teilnahme an zwei Jugendturnieren ist für Deutschland ein Anfang gemacht. Die Talente sind da. Ihren Weg in die richtige Bahn zu leiten, ist keine leichte Aufgabe. Aber unsere Jungen werden den Lorbeer der westdeutschen Tage verdauen und eines Tages wieder mit beiden Beinen richtig auf der Fußballerde stehen. Niemand würde es mehr begrüßen, wenn sie zur großen Ablösung für die Nationalelf werden könnten, als die maßgebenden Männer des deutschen Fußballs.“